# Сакс-Гарбор
Сакс-Гарбор (англ. Sachs Harbour) — хутір в Канаді, у  Північно-західних територіях.

## Населення
За даними перепису 2016 року, хутір нараховував 103 особи, показавши скорочення на 8,0%, порівняно з 2011-м роком. Середня густина населення становила 0,4 осіб/км².
З офіційних мов обидвома одночасно не володів жоден з жителів, тільки англійською — 105. Усього 15 осіб вважали рідною мовою не одну з офіційних, з них усі — одну з корінних мов.
Працездатне населення становило 70,6% усього населення, рівень безробіття — 16,7%.

## Клімат
Поселення знаходиться у зоні, котра характеризується кліматом полярних пустель. Найтепліший місяць — липень із середньою температурою 6.6 °C (43.8 °F). Найхолодніший місяць — лютий, із середньою температурою -28.3 °С (-19 °F).
| Клімат СаксГарбора      | Клімат СаксГарбора | Клімат СаксГарбора | Клімат СаксГарбора | Клімат СаксГарбора | Клімат СаксГарбора | Клімат СаксГарбора | Клімат СаксГарбора | Клімат СаксГарбора | Клімат СаксГарбора | Клімат СаксГарбора | Клімат СаксГарбора | Клімат СаксГарбора | Клімат СаксГарбора |
| Показник                | Січ.               | Лют.               | Бер.               | Квіт.              | Трав.              | Черв.              | Лип.               | Серп.              | Вер.               | Жовт.              | Лист.              | Груд.              | Рік                |
| Абсолютний максимум, °C | −4,4               | −4,5               | −4                 | 2,2                | 10                 | 20,5               | 24,2               | 21,5               | 15,6               | 4,4                | 1,7                | −4                 | 24,2               |
| Середній максимум, °C   | −24,4              | −24,5              | −23,1              | −14,6              | −4,6               | 6,1                | 10                 | 6,5                | 1,2                | −7,7               | −17,1              | −21,5              | −9,5               |
| Середня температура, °C | −28                | −28,3              | −26,7              | −18,3              | −7,6               | 3,1                | 6,6                | 3,7                | −1,2               | −10,7              | −20,5              | −25,1              | −12,8              |
| Середній мінімум, °C    | −31,7              | −32,1              | −30,3              | −22                | −10,5              | 0,1                | 3,1                | 0,9                | −3,4               | −13,7              | −23,9              | −28,5              | −16                |
| Абсолютний мінімум, °C  | −52,2              | −50,2              | −48,4              | −43                | −26,7              | −16,5              | −5                 | −11                | −22,8              | −35,5              | −42,8              | −45                | −52,2              |
| Норма опадів, мм        | 4.9                | 6.6                | 7.1                | 12.1               | 9.1                | 7.5                | 17.6               | 28.9               | 22                 | 20                 | 9                  | 7                  | 151.5              |
| Днів з опадами          | 5,6                | 6,1                | 5,4                | 4,7                | 6                  | 4,8                | 7,5                | 13,3               | 12,4               | 13,9               | 7,8                | 5,7                | 93,1               |
| Днів з дощем            | 0                  | 0                  | 0                  | 0                  | 0,2                | 2,9                | 7,8                | 11,7               | 5,4                | 0,6                | 0                  | 0                  | 28,7               |
| Днів зі снігом          | 5,8                | 6,1                | 5,4                | 4,7                | 5,9                | 1,8                | 0,9                | 3,9                | 8,6                | 13,6               | 8                  | 5,8                | 70,4               |
| ----------------------- | ------------------ | ------------------ | ------------------ | ------------------ | ------------------ | ------------------ | ------------------ | ------------------ | ------------------ | ------------------ | ------------------ | ------------------ | ------------------ |
| Джерело: Weatherbase    |                    |                    |                    |                    |                    |                    |                    |                    |                    |                    |                    |                    |                    |